# カナダ空軍
カナダ空軍（カナダくうぐん 英語：Royal Canadian Air Force,RCAF 仏語：Aviation royale canadienne,ARC）は、カナダ軍における航空兵力部門（空軍）。1975年に統合軍であるカナダ軍が設立され、これまで独立した空軍組織だったものが統合軍として統合された。

## 概要
王立カナダ軍において、各種航空機を運用している組織であり戦闘機(F/A-18)、輸送機、対潜哨戒機、ヘリコプターなどを運用している。任務として北アメリカ航空宇宙防衛司令部(NORAD)と協力しての本土防空や輸送支援、洋上哨戒、捜索救難などを行なっている。イギリス軍と同じく固定翼哨戒機の運用は海軍ではなく空軍が担当する。
カナダにおいて航空兵力が運用され始めたのは1909年のことである。1924年に独立軍種の王立カナダ空軍(RCAF)に発展している。第二次世界大戦時には、連合国軍の部隊として、欧州及び太平洋戦域に投入されている。東西冷戦期には旧西ドイツ等に兵力を派遣しており、朝鮮戦争にも参加している。
1968年にカナダ三軍を統合し、統合軍であるカナダ軍が編成され、その中で防空軍団や航空輸送軍団、洋上航空群、訓練軍団などが航空兵力の部隊であった。1975年に、航空兵力を一元的に統括する部門が再改編により設置され、カナダ軍の航空兵力部門(Canadian Forces Air Command)となった。
カナダ空軍は13個航空団にて兵力が編成されている。作戦指揮上、実戦部隊は第1カナダ航空師団(1 Canadian Air Division)にまとめられ、司令官はNORADのカナダ管区司令官も兼務している。また、教育部隊は主に、2009年に設立された第2カナダ航空師団(2 Canadian Air Division)の指揮下にある。
2011年8月16日に英語名称は、Canadian Forces Air CommandよりRoyal Canadian Air Forceに戻されている。

## 組織
- 第1カナダ航空師団（1 Canadian Air Division ウィニペグ空軍基地（英語版））
  - 第1航空団（1 Wing キングストン空軍基地（英語版））
    - 第400戦術ヘリコプター飛行隊（英語版）"City of Toronto"（400 THS ボーデン空軍基地（英語版）） - CH-146
    - 第403作戦訓練ヘリコプター飛行隊（英語版）"City of Calgary"（403 HOTS ゲージタウン基地（英語版）） - CH-146
    - 第408戦術ヘリコプター飛行隊（英語版）"Goose"（408 THS エドモントン基地（英語版）） - CH-146
    - 第427特殊作戦機飛行隊（英語版）"Lion"（427 SOAS ペタワワ駐屯地（英語版）） - CH-146
    - 第430戦術ヘリコプター飛行隊（英語版）"City of Sudbury"（430 THS ヴァルカルティエ基地（英語版）） - CH-146
    - 第438戦術ヘリコプター飛行隊（英語版）"City of Montreal"（438 THS モントリオール・セント・ヒューバート・ロンゲール空港（英語版）） - CH-146
    - 第450戦術ヘリコプター飛行隊（英語版）（450 THS ペタワワ駐屯地） - CH-147F

  - 第2航空団（2 Wing バゴットビル空軍基地（英語版））
    - 第2任務支援中隊（2 MSS）
    - 第2航空遠征訓練中隊（2 AETS）
    - 第2作戦支援中隊（2 OSS）
    - 第4建設技術中隊（4 CES）
    - 第8航空通信管制中隊（8 ACCS）

  - 第3航空団（3 Wing バゴットビル空軍基地）
    - 第425戦術戦闘飛行隊（英語版）"Alouettes"（425 TFS） - CF-188A/B
    - 第433戦術戦闘飛行隊（英語版）"Porcupine"（433 TFS） - CF-188A/B
    - 第439作戦支援飛行隊（英語版）"Sabre-Toothed Tiger"（439 CSS） - CH-146
    - 第3航空整備中隊（3 AMS）
    - 第12レーダー中隊（12 RS）
    - 第3航空団予備役飛行班（3WARF）
    - イカルイト前方作戦拠点

  - 第4航空団（4 Wing コールドレイク空軍基地（英語版））
    - 第401戦術戦闘飛行隊（英語版）"City of Westmount"（401 TFS） - CF-188A/B
    - 第409戦術戦闘飛行隊（英語版）"Night Hawk"（409 TFS） - CF-188A/B
    - 第410戦術戦闘作戦訓練飛行隊（英語版）"Cougar"（410 TFOTS） - CF-188A/B
    - 第417作戦支援飛行隊（英語版）"City of Windso"（417 CSS） - CH-146
    - 第419戦術戦闘訓練飛行隊（英語版）"City of Kamloops"（419 TFTS） - CT-155
    - 第1航空整備中隊（1 AMS）
    - 第42レーダー中隊（42 RS）
    - 第10野戦技術中隊（10 FTS）
    - 第4航空団予備役飛行班
    - イヌビク前方作戦拠点
    - イエローナイフ前方作戦拠点

  - 第5航空団（5 Wing グースベイ空軍基地（英語版））
    - 第444作戦支援飛行隊（英語版）"Cobra"（444 CSS） - CH-146
    - 第5航空団予備役飛行班
    - グースベイ前方作戦拠点

  - 第8航空団（8 Wing トレントン空軍基地（英語版））
    - 第412輸送飛行隊（英語版）"Falcon"（412 TS オタワ国際空港） - CC-144B/C
    - 第424輸送救難飛行隊（英語版）"Tiger"（424 T&RS） - CC-130H、CH-146
    - 第426輸送訓練飛行隊（英語版）"Thunderbird"（426 TTS） - CC-130H
    - 第429輸送飛行隊（英語版）"Bison"（429 TS） - CC-177
    - 第436輸送飛行隊（英語版）"Elephant"（436 TS） - CC-130J
    - 第437輸送飛行隊（英語版）"Husky"（437 TS） - CC-150（英語版）
    - 第440輸送飛行隊（英語版）"Vampire"（440 TS イエローナイフ空港） - CC-138
    - 多発汎用飛行班
    - 第2空中機動中隊
    - 第8航空整備中隊（8 AMS）
    - 第8航空団予備役飛行班

  - 第9航空団（9 Wing ガンダー空軍基地（英語版））
    - 第103捜索救難飛行隊（英語版）"Albert"（103 S&RS） - CH-149
    - 第9航空団予備役飛行班
    - トーベイ予備役飛行班分遣隊

  - 第12航空団（12 Wing シェアウォーター空軍基地（英語版））
    - 第406海洋作戦訓練飛行隊（英語版）"City of Saskatoon"（406 MOTS） - CH-148（英語版）
    - 第423海洋ヘリコプター飛行隊（英語版）"Eagle"（423 MHS） - CH-148
    - 第443海洋ヘリコプター飛行隊（英語版）"Hornet"（443 MHS ビクトリア国際空港） - CH-148
    - 第12航空整備中隊（12 AMS）
    - 第12航空団予備役飛行班

  - 第14航空団（14 Wing グリーンウッド空軍基地（英語版））
    - 第404海洋哨戒訓練飛行隊（英語版）"Buffalo"（404 MP&TS） - CP-140
    - 第405海洋哨戒飛行隊（英語版）"Eagle"（405 MPS） - CP-140
    - 第413輸送救難飛行隊（英語版）"Tusker"（413 T&RS） - CC-130H、CH-149
    - 第415長距離哨戒開発飛行隊（英語版）"Swordfish"（415 LRPFDS） - CP-140
    - 第14航空整備中隊（14 AMS）
    - 第14建設技術中隊（14 CES ブリッジウォーター（英語版））
    - 第91建設技術班（ガンダー）
    - 第143建設技術班（ルーネンバーグ）
    - 第144建設技術班（ピクトゥー（英語版））
    - 第14航空団予備役飛行班

  - 第17航空団（17 Wing ウィニペグ空軍基地）
    - 第402飛行隊（英語版）"City of Winnipeg"（402 S） - CT-142
    - 第17航空団予備役飛行班

  - 第19航空団（19 Wing コモックス空軍基地（英語版））
    - 第407長距離哨戒飛行隊（英語版）"Demon"（407 LRPS） - CP-140
    - 第435輸送救難飛行隊（英語版）"Chinthe"（435 T&RS ウィニペグ空軍基地） - CC-130H
    - 第442輸送救難飛行隊（英語版）（442 T&RS） - CH-149
    - 第19航空整備中隊（19 AMS）
    - カナダ軍捜索救難学校
    - 第192建設技術中隊（192 CES アボッツフォード）
    - 第19航空団予備役飛行班

  - 第22航空団（22 Wing ノースベイ空軍基地（英語版））
    - 第21航空宇宙管制警戒中隊（英語版）（21 AC&WS）
    - 第51航空宇宙管制警戒作戦訓練中隊（英語版）（51 AC&WOTS）
    - 第22航空団予備役飛行班
- 第2カナダ航空師団（2 Canadian Air Division）
  - 第15航空団（15 Wing ムースジョー空軍基地（英語版））
    - 第2カナダ軍飛行訓練学校（英語版）"The Big Two"（2 CFFTS） - CT-156、CT-155
    - 第3カナダ軍飛行訓練学校（英語版）（3 CFFTS ポーテージ・ラ・プレーリー/サウスポート空港（英語版））- G 120A、C-90B、CH-139、CH-146
    - 第431航空デモンストレーション飛行隊"スノーバーズ（英語版）"（431 ADS） - CT-114
    - 第15航空交通管制隊

  - 第16航空団（16 Wing ボーデン空軍基地）
    - カナダ空軍士官学校
    - カナダ軍航空宇宙技術工学学校（CFSATE）
    - カナダ軍航空宇宙管制作戦学校（コーンウォール）
- カナダ軍航空宇宙戦センター（トレントン空軍基地）
  - 第414電子戦飛行隊（英語版）（414 EWS ガティノー＝オタワ・エグゼクティブ空港（英語版）） - アルファジェットA
  - 第434運用試験評価飛行隊（英語版）（434 OT&ES）

## 階級
最高司令官（カナダ総督）
| 階級章 |                                        |  |  |  |  |  |  |
| 名称   | カナダ軍 最高司令官 Commander-in-Chief |  |  |  |  |  |  |
| 略称   | C-in-C                                 |  |  |  |  |  |  |
|        |                                        |  |  |  |  |  |  |
|        |                                        |  |  |  |  |  |  |

士官
| NATO階級符号 | 候補生                   | OF-1                   | OF-1            | OF-2         | OF-3       | OF-4                    | OF-5         | OF-6                   | OF-7               | OF-8                    | OF-9         | OF-10    |
| ------------ | ------------------------ | ---------------------- | --------------- | ------------ | ---------- | ----------------------- | ------------ | ---------------------- | ------------------ | ----------------------- | ------------ | -------- |
| 階級章       |                          |                        |                 |              |            |                         |              |                        |                    |                         |              | 階級なし |
| 名称         | 士官候補生 Officer Cadet | 少尉 Second Lieutenant | 中尉 Lieutenant | 大尉 Captain | 少佐 Major | 中佐 Lieutenant Colonel | 大佐 Colonel | 准将 Brigadier General | 少将 Major General | 中将 Lieutenant General | 大将 General | 元帥     |
| 略称         | OCdt                     | 2nd Lt                 | Lt              | Capt         | Maj        | Lt Col                  | Col          | Brig Gen               | Maj Gen            | Lt Gen                  | Gen          |          |
|              |                          |                        |                 |              |            |                         |              |                        |                    |                         |              |          |
|              |                          |                        |                 |              |            |                         |              |                        |                    |                         |              |          |

下士官・兵
| NATO階級符号 | OR-1                           | OR-2                         | OR-3                           | OR-4          | OR-5                 | OR-6          | OR-7                 | OR-8                            | OR-9                           |
| ------------ | ------------------------------ | ---------------------------- | ------------------------------ | ------------- | -------------------- | ------------- | -------------------- | ------------------------------- | ------------------------------ |
| 階級章       |                                |                              |                                |               |                      |               |                      |                                 |                                |
| 名称         | アビエーター Aviator (Recruit) | アビエーター Aviator (Basic) | アビエーター Aviator (Trained) | 兵長 Corporal | 伍長 Master Corporal | 軍曹 Sergeant | 准尉 Warrant Officer | 上級准尉 Master Warrant Officer | 先任准尉 Chief Warrant Officer |
| 略称         | Avr(R)                         | Avr(B)                       | Avr(T)                         | Cpl           | MCpl                 | Sgt           | WO                   | MWO                             |                                |

## 基地
| 基地名                   | 所在地                                                         | 備考                   |
| ------------------------ | -------------------------------------------------------------- | ---------------------- |
| キングストン空軍基地     | オンタリオ州キングストン                                       |                        |
| トレントン空軍基地       | オンタリオ州クインテウエスト                                   |                        |
| ノースベイ空軍基地       | オンタリオ州ノースベイ                                         |                        |
| ボーデン空軍基地         | オンタリオ州ボーデン                                           |                        |
| バゴットビル空軍基地     | ケベック州サグネ                                               |                        |
| コモックス空軍基地       | ブリティッシュコロンビア州コモックス                           |                        |
| コールドレイク空軍基地   | アルバータ州コールドレイク                                     |                        |
| グリーンウッド空軍基地   | ノバスコシア州グリーンウッド                                   |                        |
| シェアウォーター空軍基地 | ノバスコシア州シェアウォーター                                 |                        |
| ウィニペグ空軍基地       | マニトバ州ウィニペグ                                           |                        |
| ガンダー空軍基地         | ニューファンドランド・ラブラドール州ガンダー                   | ガンダー国際空港と共用 |
| グースベイ空軍基地       | ニューファンドランド・ラブラドール州ハッピーバレー・グースベイ | グースベイ空港と共用   |

## 装備
独自の識別コードを使用しているが、基本NATO加盟国製造の航空機を使用。

### 固定翼機
| 名称              | 画像 | 製造国                            | 種別       | 現用数                     | 備考               |
| ----------------- | ---- | --------------------------------- | ---------- | -------------------------- | ------------------ |
| CF-188A/B         |      | アメリカ合衆国                    | 戦闘機     | CF-18A（60） CF-18B（25）  |                    |
| CP-140M/A         |      | アメリカ合衆国                    | 哨戒機     | CP-140M（14） CP-140A（1） |                    |
| CC-295            |      | スペイン                          | 捜索救難機 | ※調達予定数16              |                    |
| CC-150T           |      | フランス ドイツ イギリス スペイン | 空中給油機 | 2                          | CC-150からの改造機 |
| CC-115            |      | カナダ                            | 輸送機     | 6                          |                    |
| CC-138            |      | カナダ                            | 輸送機     | 4                          |                    |
| CC-130H           |      | アメリカ合衆国                    | 輸送機     | 8                          |                    |
| CC-130J           |      | アメリカ合衆国                    | 輸送機     | 17                         |                    |
| CC-177            |      | アメリカ合衆国                    | 輸送機     | 8                          |                    |
| CC-144B/C         |      | カナダ                            | 要人輸送機 | CC-144B（3） CC-144C（2）  |                    |
| CC-150            |      | フランス ドイツ イギリス スペイン | 要人輸送機 | 3                          |                    |
| CT-156            |      | アメリカ合衆国                    | 練習機     | 24                         |                    |
| CT-114            |      | カナダ                            | 練習機     | 24                         |                    |
| CT-155            |      | イギリス                          | 練習機     | 16                         |                    |
| CT-142            |      | カナダ                            | 練習機     | 4                          |                    |
| G 120A            |      | ドイツ                            | 練習機     | 14                         | 民間登録           |
| C-90B             |      | アメリカ合衆国                    | 練習機     | 7                          | 民間登録           |
| アルファジェットA |      | フランス ドイツ                   | 練習機     | 12                         | 民間登録           |

### 回転翼機
| 名称    | 画像 | 製造国         | 種別                 | 現用数 | 備考         |
| ------- | ---- | -------------- | -------------------- | ------ | ------------ |
| CH-146  |      | アメリカ合衆国 | 汎用ヘリコプター     | 89     |              |
| CH-148  |      | アメリカ合衆国 | 哨戒ヘリコプター     | 15     | 発注機数28機 |
| CH-149  |      | イギリス       | 捜索救難ヘリコプター | 14     |              |
| CH-147F |      | アメリカ合衆国 | 輸送ヘリコプター     | 15     |              |
| CH-139  |      | アメリカ合衆国 | 練習ヘリコプター     | 12     |              |